# Большеромановка
Большерома́новка (рос. Большеромановка) — село у складі Табунського району Алтайського краю, Росія. Адміністративний центр Большеромановської сільської ради.

## Населення
Населення — 737 осіб (2010; 868 у 2002).
Національний склад (станом на 2002 рік):
- росіяни — 52 %